# ジーン・ディクソン
ジーン・ディクソン（Jeane Dixon, 1904年1月5日 - 1997年1月25日）は、アメリカ合衆国の占星術師である。超能力者と位置付けられることもあり、かつて日本ではノストラダムス、エドガー・ケイシーなどともに「世界三大予言者」の一人とされていた。
ケネディ暗殺を予言したとして有名になったが、外れた予言も多いことで知られる。そのことから、当たった予言に比べて外れた予言が忘れられがちなために、実際より的中率が高いように思い込まれることが、「ジーン・ディクソン効果」と呼ばれたりしている。なお、彼女の名前は日本では「ジェーン・ディクスン」、「ジーン・ディクスン」などと表記されることもある。

## 生涯

### 誕生から結婚まで
ジーン・ディクソンはウィスコンシン州メドフォードのドイツ系移民ゲルハルト・ピンカートとエマ・ピンカートの間に生まれた。ディクソンはしばしば1918年生まれとされ、本人もそのように主張していただけでなく、その生年でパスポートが発行されたことさえあったが、かつて彼女自身は宣誓供述書で1910年生まれと述べていたこともあった。
ピンカート夫妻の記録を調査したジャーナリスト、ダニエル・セント・アルビン・グリーンなどによると、夫妻の10人の子女の中にはジーンという娘はいないという。その代わり、唯一リディア（リディア・エマ・ピンカート、Lydia Emma Pinckert）という娘の消息だけがつかめなかったということから、おそらくこのリディアがのちのジーン・ディクソンであろうと考えられている。しかし、リディアの生年は1904年のことであり、公称されていた生年とはかなり違う。
彼女の父は南カリフォルニアのサンタ・アナで、映画・テレビのプロデューサー兼ディレクターであったハル・ローチとともに、自動車販売業を営んでいた。ディクソン自身はのちに、自分が8歳の時に ロマの占い師から神秘的な才能を持って生まれたことを告げられ、有名な占い師となり、有力者たちに助言するようになると予言されたという。ディクソンはその女性が使っていた水晶玉を譲り受け、様々な情景を見るようになったと主張していたが、その水晶玉は後に盗まれてしまったという。若い頃のジーンは、女優を目指してハリウッド・ボウルで上演された舞台に出演したこともあり、当時のスタジオ・ポートレートも残されている。
なお、サンタ・アナの公文書には、「ジーン・A・ピンカート」という女性が1922年にスイス系移民チャールズ・ズーチャーと結婚したことと、ズーチャーがのちに離婚したことが記録されているという。しかも、その結婚証明書ではジーンの年齢が22歳とされていて、1904年という記録とさえ齟齬をきたしている。この結婚と離婚の話は自伝などには出てこないが、グリーンらの調査に基づく紹介と検証を行なった志水一夫は、彼女がカトリック信徒を標榜していたため、離婚歴は不都合だったのではないかと推測していた。
ジーンは、1932年に離婚歴のあったジェイムズ・ディクソン（当時42歳くらい）と結婚した。
彼は少女時代のジーンが思いを寄せていたことがあったといい、カリフォルニアで自動車販売業を営み、のちにワシントンD.C.では不動産販売業を営んだ。ジーンは夫とともに何年も働き、会社の社長として勤務した。夫妻には子供はおらず、のちの1984年にジェイムズと死別することになる。第二次世界大戦中には軍人相手のボランティアとして、彼らを占ったりすることがあったという。

### アメリカ大統領についての予言
ジーン・ディクソンは、第二次世界大戦中にフランクリン・ルーズベルト大統領に二度招かれ、1944年11月と1945年1月にホワイトハウスを訪れたとされていた。一度目には国際情勢を聞かれ、米ソの冷戦を予言したといい、二度目には大統領自身の死期を聞かれ、その年の上半期に仕事を完遂しきるべきという助言をしたという。ルーズベルトはその年の4月に亡くなり、予言は見事に成就したとされる。しかし、このエピソードは後に彼女自身が主張したことによって知られるようになった話であり、前述のグリーンが検証したところ、ディクソンが実際にホワイトハウスを訪れたことは一切証明できなかったという。
実際にいつから予言で知られるようになったのかについては、ディクソンの宣伝的な伝記（後述）を書いたルース・シック・モンゴメリーは、ディクソンの予言に関する記事が1944年にはワシントンの新聞に載るようになっていたと主張していて、1946年に『アーミー・ジャーナル』に載った「国家」と「あなたがた」の関係に触れた一節が、のちのジョン・F・ケネディ大統領の就任演説に登場した有名な一節の下敷きになったとも述べていた。予言に関して好意的な著書をまとめた元『ニューズウィーク』編集次長のジャーナリスト、ジェス・スターンは、1948年の大統領選挙でハリー・S・トルーマンの勝利を予言していた記事が、事前にワシントンの新聞に載っていたと主張していた。
以上はディクソンに好意的だった人々の証言だが、ケネディ大統領暗殺を予言したと言われていることについては、懐疑的な検証においても部分的に確認されている。具体的に確認されているのは、彼女が1956年5月13日の『パレード』誌において、1960年アメリカ合衆国大統領選挙で民主党候補が勝利することと、その人物が執務室で暗殺されるか死ぬかすること、さらにそれが最初の任期中とは限らないことを予言していた点である。ただし、この一見するところ民主党候補のケネディの当選と暗殺を的中させたかに見える予言も、細部の情景が一致していないことや、死の状況も暗殺かそれ以外の死かの二者択一であいまいに書かれていることなどに対して批判がある。また、アメリカ大統領は20年ごとに在職中の死によって任期をまっとうできない人物が選出されるというジンクスが当時から知られており、彼女はそれを念頭に予言したのではないかという指摘もある。
また、彼女はのちに1960年の大統領選挙でリチャード・ニクソンが当選するという正反対の予言もしており、しかもその予言には共和党の努力しだいというような条件までが付けられていたため、外れても釈明できるようになっていた。それどころか、1960年の選挙でケネディが落選すると明言したことさえあったのである。モンゴメリーによると、ディクソンはそれらの予言について、実際にニクソンが当選するはずだったが、選挙に不正があったのでケネディが選出されてしまったという内容の釈明をしたことがあったという。
ケネディ暗殺については、暗殺されたのと同じ時間にディクソンが知人たちと一緒に昼食をとっていたところ、ケネディが銃撃されて安否不明という一報が入った時点で、すでに彼は死んでいると断言したという話もある。この話は居合わせたという知人たちが証言しているとされるが、志水一夫はこれについて、この種の記憶は後から無意識に改変されることがあるため、もしも時間がずれていたのなら、彼女が死亡の第一報に接した上でそのような発言をした可能性があることを示唆していた。
また、暗殺については、リンドン・ジョンソン副大統領の執務室から黒い手がネームプレートを外す幻を見たという予言によって、ジョンソンの大統領昇格を的中させたと言われることがある。これについて山本弘は、このようなあいまいな表現ではジョンソンが失脚した時にも的中とされたであろうことを指摘している。
なお、日本では黒沼健がジーン・ディクソンの予言について比較的早い段階から紹介しており、ケネディ暗殺の予言的中にしても、暗殺直後にあたる1963年11月23日の『北海道新聞』夕刊の談話でいち早く言及していた。翌年に刊行された著書での黒沼自身の主張によれば、彼はジェス・ステアンの文章によってケネディ暗殺の予言を知っていたが、書くのが憚られるとして新聞の連載記事でも触れないでいたところ、実際に暗殺されたので驚いたという。

### ベストセラーによる知名度の向上
ディクソンは占いや予言に関する著書を何冊も発表したが、彼女の予言を有名にしたのは、友人の作家ルース・シック・モンゴメリーの著書『予言の賜物 - 驚異のジーン・ディクソン』（1965年）である。この本は300万部売れたといい、ディクソン自身、自分の知名度を高めた要因として、ケネディ暗殺の予言を公表したこととこの本の存在を挙げていた。この本では、前述のように彼女が敬虔なカトリック信徒であることが表明されており、その予言能力が神から賜ったものであるとされている。前述のルーズベルトの件をはじめ、マハトマ・ガンジー、ダグ・ハマーショルド、マリリン・モンローなど、ディクソンの鮮やかに的中したとされる死の予言の多くはこの本に掲載されているものだが、それらはいずれも著書の刊行前に成就したものばかりで、事後予言にすぎないことが指摘されている。
もうひとつ、ジャーナリストのレニ・ノーバーゲンとの共著ということになっており、自伝と位置づけられることもある著書『私の人生と予言』（1969年）もミリオンセラーとなった。もっとも、この本に関しては、彼女の没原稿を書き直して出版したというアデル・フレッチャー (Adele Fletcher) に訴訟を起こされ、フレッチャーにも印税の5%を支払うよう裁判で命じられた。
モンゴメリーの著書を契機に知名度が上がったディクソンは、ギャラップ調査で「アメリカで最も賞賛される女性」の11位になったことがある。なお、ディクソンはモンゴメリーに対し、占星術は手間が掛かるからやらないという趣旨の発言をしていた。ただし、のちの著書には星占いを主題とする複数の著書が含まれている（後述の著書一覧参照）。ディクソン自身によれば、著名になるに従って、彼女のもとには世界中から相談の手紙が舞い込んだといい、それらに対して返事をしきれないことの埋め合わせとして、新聞などの星占い欄を担当するようになったという。彼女は自伝を公刊した1969年の時点でアメリカ国内の300以上の新聞に自分の星占い欄が掲載されていると主張しており、のちには世界各地の新聞にもジーン・ディクソン名義の星占い欄が掲載された。ただし、それらは名義だけ貸して執筆は別人が担当するというゴーストライターの手法で書かれたものもあったとされている。
ディクソンは前述のように自身の予言を神からの賜りものだと位置付けており、競馬の予想などの金儲けの手段には使わないと主張していた。しかし、友人たちの誘いで断りきれなかった時には、友人たちは出走していることさえ認識していなかった未勝利の馬に手持ちの金を全て賭け、見事に大当たりしたことがあったと、自伝の中で述べている。そのときにも、当たった大金を私利私欲には使わず、恵まれない子どもの就学支援にあてたという。
ディクソンは1964年に『児童援助基金』という、恵まれない子どもの教育を支援する財団法人を発足させており、自分が予言で得た収入はこの基金に回されると主張していた。この名誉会長に就任したのがFBI長官を務めたことがあるジョン・エドガー・フーヴァーである。ディクソンはしばしば学生運動や公民権運動が盛り上がる背後には、ソ連の大規模な暗躍があるという陰謀論的主張を行うことがあったが、これはFBIの意向を受けていたからだという指摘もある。なお、『児童援助基金』の活動については1970年代になって『ワシントニアン』誌が批判的な記事を掲載し、45万ドル以上集まった寄付金のうち、実際に慈善活動に回ったのは5分の1に満たないと指摘した。ディクソンはこれに対して1億ドル以上の名誉毀損訴訟などもちらつかせつつ抗議し、実際に700万ドルの支払いを求める訴訟を起こしたが、棄却された。
ディクソン自身によれば、有名になるに従い、彼女が言ってもいない予言が一人歩きすることもあったという。たとえば、
- ビートルズが飛行機の墜落事故に遭う（1964年）
- ピアスをつけた少女だけが1979年に奇病にかかってみんな死ぬ（1967年）
- 火星人が襲来して未成年者たちを略取する（1967年）
- 近くカリフォルニアが大地震で沈む（1969年）

などである（括弧内は話題になった年）。これらはいずれも彼女自身は何も言っていなかったのに、ディクソンが予言したという触れ込みで広まってしまったといい、カリフォルニア地震のケースに至っては、騒ぎを沈静化するために記者会見まで開いたという。
彼女の予言を信じる有力者もいた。リチャード・ニクソンは彼の秘書ローズ・メアリー・ウッズを通じて、ディクソンの助言に従っていたとされ、少なくとも1971年に一度、大統領執務室で彼女と面会した。1972年にはミュンヘンオリンピック事件を受けてアメリカでテロが起きるというディクソンの予言を受けて、ニクソンはテロ対策の特別委員会 (cabinet committee) を組織した。また彼女は、ジョーン・キグリーなどとともに、ロナルド・レーガンが大統領だった時に、その妻ナンシー・レーガンに助言していた占星術師の一人だったという。

### 1984年の日本訪問
日本ではノストラダムス、エドガー・ケイシーとともに「世界三大予言者」と位置づけられることもしばしばであった。
彼女の初の（そして結果的に唯一の）訪日は1984年春に実現した。その際、オカルト雑誌だけでなく、一般の週刊誌も関連記事を掲載した。彼女を招いたのは日本テレビで、ディレクターだった矢追純一の10年来の出演依頼に応じたものであったという。来日直後にあたる3月27日に赤坂プリンスホテルで開かれた記者会見で、なぜこのタイミングでの訪日となったのかという質問に対し、彼女は神の命じるところに従ったという趣旨の回答をした。記者会見では、ほかにも以下の予言をしたという。
- 日米同盟は堅持され、貿易摩擦でこじれようとも崩れない[49]。
- 2、3年以内に中国で文化大革命に似た「騒ぎ」がおきる[49]。
- 北方領土は返還されない。その代わり、21世紀になるころに、国際的な管理地域になる[49]。

3月31日から4月1日にかけて京都を個人的に訪問したが、『ムー』の記者が同行した。主目的であったテレビ番組『11PM』の収録は4月2日に行われ、翌日に帰国した。収録された番組は5月7日に放送され、以下のように、国際政治から日本のスポーツや芸能まで幅広い予言が行われた
- 今年（1984年）のアメリカ大統領選挙では、民主党の予備選挙（英語版）を勝ち抜くのはウォルター・モンデールになるが、レーガンの再選を阻むことは出来ない[48]。
- 近い将来に東京で大地震が起こることも富士山が爆発[注釈 18]することもない[48]。
- 今年（1984年）の日本の夏は「いい気候」だが、次の冬との寒暖差は大きくなる[48]。
- 今年（1984年）のプロ野球について、セ・リーグは読売ジャイアンツ、パ・リーグは阪急ブレーブスが優勝する[48]。
- （出産間近だった）山口百恵の長子が男の子か女の子かはいえない[48]。
- イラン・イラク戦争は1985年に終わる[48]。
- 浩宮は1987年に成婚する。相手は「同じ世界」[注釈 19]の女性で、留学経験を持ち、数か国語を使える人物である[48]。
- ロス疑惑の真相は放送では公表できない[48]。
- 糖尿病は、完治する治療法が「もうすぐ」確立される[48]。
- 1990年代に核戦争が起こり、人類のうち3分の1以上が死に絶える[48]。
- （番組司会者の）大橋巨泉は政界に進出する[51][注釈 20]。
- 木星探査の過程で、反地球が発見される[51]。
- 自分（ディクソン）は来年にも日本に来る[51]。

これらの予言について、志水一夫は的中したと見なしうる一部の例では表現が曖昧だった一方で、ディクソンの再来日の予言も含め、明らかに外れたものも多くあったとまとめている。なお、プロ野球の優勝チームの予想については、パ・リーグの阪急優勝に驚きの声が上がった途端に慌てて釈明する場面もあったという（実際にはセ・リーグが外れ、パ・リーグが的中した）。
ディクソンの来日期間中には、政財界の関係者達との会食なども何度かもたれたという。『週刊サンケイ』ではその一つとして1984年3月28日、赤坂の料亭「佳境亭」での会食をレポートしており、その席には徳洲会の徳田虎雄をはじめ、麻生セメント、佐川急便、立石電機、バンダイ、服部セイコーなどの会社関係者が集まったとしていた。また、『トワイライトゾーン』では1984年3月31日、京都の佐川急便社長邸での晩餐会の模様を報じており、佐川急便社長や京セラ社長等、京都財界のトップ達が集まったとしていた。

### 最期
ディクソンは心不全に見舞われ、1997年1月25日にワシントンD.C.のシブレイ記念病院で歿した。日本でも一部の新聞で報じられたが、死亡時の年齢は1918年生まれという公称に従い、79歳とされていた。
ディクソンの遺品の多くは、彼女も顧客の一人だったワシントンD.C.の銀行家・投資家のレオ・M・バーンスタイン (Leo M. Bernstein) の手に渡った。2002年に彼は、ヴァージニア州ストラーズバーグにジーン・ディクソン博物館・図書館 (the Jeane Dixon Museum and Library) を開館し、遺品を展示した。彼女が使っていた水晶玉が展示されたほか、蔵書にはノストラダムス、エドガー・ケイシー、トリノの聖骸布などに関する一般書などが含まれていた。2008年にバーンスタインが亡くなると、2009年7月に全部で500箱にもなる遺品は、競売にかけられた。

## 予言の的中度
ジーン・ディクソンは、著書や雑誌で発表した時点では未的中だった予言を多く残していた。日本語文献では志水一夫、山本弘、本城達也らがまとまった数の検証を行なっているが、当たった予言はほとんどないと判定されている。たとえば、彼女の予言によれば、金門島と馬祖島を巡る争いが1958年に第三次世界大戦の引き金を引くはずだったし、アメリカの労働組合の指導者のウォルター・ルーサーは1964年の大統領選挙に出馬するはずだったし、最初に人類の月着陸を実現するのはソ連のはずだった。最初の2つについては、モンゴメリーの紹介本の前書きでも、予言が100%当たるわけではない例として挙げられている。
ほかにも刊行時点から見て未来に属していた予言を自著などから列挙すると、以下のものがあった。
- ジョンソン大統領の「偉大な社会」政策が失敗する[63]。
- ローマ教皇・パウルス6世が偉大な業績を残す[63]。
- ファティマの聖母の第3の予言の正体は、教皇の受難とカトリック教会からローマ教皇の存在が消えることを予言したものである[64]。
- 1964年アメリカ合衆国大統領選挙で敗北したバリー・ゴールドウォーターが、それから20年以内に、世界恐慌時の大統領ハーバート・フーバー（のちに再評価もされた）よりも大きな栄誉を得る[65]。
- ジェイムズ・アルバート・パイク（英語版）司教が病気の治療に関する新しい天職を得る[66][注釈 22]。
- エセル・ケネディが再婚する[67][注釈 23]
- フランク・シナトラが政治活動や神秘的な活動に進出する[68]。
- ベルナデット・デブリン（英語版）（最年少で選出された英国下院の女性議員）には輝かしい未来が約束されている[69]。
- 1968年の大統領選挙では共和党の候補者が勝利する[70]。
- 1968年の選挙後、10年以内にアメリカの二大政党制が消滅する[70]。
- （自伝を刊行した1969年から）近い時期に、アメリカ大統領選挙の方式が抜本的に変わる[71]。
- （1975年の著書から）近いうちに（ジェラルド・R・フォードのような）選挙によらないで就任するアメリカ大統領・副大統領が誕生する[72]。
- 将来、アメリカは日本、大韓民国、オーストラリア、ニュージーランドなどとともに「太平洋同盟」を結成する[73]。
- 将来、ブラジルが世界を驚かせるような経済発展を遂げる[74]。
- （1975年の著書から）10年以内に中ソ国境紛争が再燃し、全面戦争へと拡大する[75]。
- 太平洋の深海には無数の巨大イカが棲息しており、世界の人々に安価に供給される蛋白源となる[76]。
- エジプトのムバラク政権は1984年までに終わる[77]。
- ソ連書記長のユーリ・アンドロポフは（1983年1月から見て）2、3年以内に失脚し、軍部の指導者がクレムリンを掌握する[78]。
- 1985年にキューバのフィデル・カストロの政権が終わる[79][80]。
- 1985年に第三次インドシナ戦争が起こる[81][80]。
- 1980年代に世界大戦が起こり、大韓民国とベトナムのせいでアメリカも巻き込まれる[82]。
- 1980年代に米ソが同盟を組んで中共と戦う[82]。
- 1985年ごろに地球規模の大災害をひきおこす彗星が大西洋に落下する[79][80]。
- OPECが解体する[80][注釈 24]。
- 12カ国以上が参戦する大戦がアフリカで起こる[83]。
- ソ連が中東への侵略戦争を開始し、中東全土を征服する[84]。
- 1980年代のうちにアメリカ合衆国初の女性大統領が誕生する[67][80]。
- 1990年までにカトリック教会は細かい諸派に分裂することになる[85]。
- 1962年2月5日に中東で生まれる人物が、20世紀末までにすべての宗教を統一して、世界の改革を実現する[86]。
- 20世紀のうちに、インドが複数の小国に解体する[87]。
- 1990年代に地球に接近するある彗星の尾が地軸に影響を及ぼし、地球環境を激変させる可能性がある[88]。
- 2000年ごろに中国軍とモンゴル軍が中東で戦争を起こすが、イスラエルの勝利に終わる。この勝利を経て、ユダヤ教の国であるイスラエルで、イエス・キリストが救世主と認められる[89]。
- 2005年に中国が世界制覇のための戦争を起こす[80]。この戦争で中国は北欧諸国までを侵略するに至り[90]、戦争は19年続く[91]。
- 21世紀の都市は、中心に役所、そこから放射状に伸びる直線道路に高層住宅、道路の端をつなぐ環状道路に産業施設が配置される「巨大な車輪」状の計画都市になる[92]。
- アメリカ人は都会暮らしよりも農場で暮らす人の方が多くなる[93]。
- 21世紀には高齢者ばかりが住む町もできるようになり、定年退職がなくなる[94]。
- 21世紀の服装と20世紀の服装は、（一部のSFに描かれるものと違い）ほとんど変化がない[95]。
- 特定の言語が世界共通語になることはなく、むしろ同一言語であっても地域差が広がっていく[96]。
- 世界政府は実現しない[97]。

これらのうち、年号が明記されるなどによって真偽を確認できる予言はほとんどが外れている。さらに顕著な外れとしては、ジャクリーン・ケネディは再婚しないと予言し、アリストテレス・オナシスとの結婚が取りざたされても予言を変えず、新聞で再婚しないという予言を改めて公表した翌日、ジャクリーンが再婚したという出来事さえあった。
もちろん、当たったと見なされている予言もなくはないが、数は少ない。天文学者のロジャー・B・カルヴァーとフィリップ・A・イアンナは、ジーン・ディクソンの予言の的中率を、10.4%（期限が具体的に示された134件中14件の的中）と見積もっている。また、山本弘は1980年代の予言のほとんどが外れただけでなく、本当に予言者であったならば見通していたはずの1980年代の重大事件への言及がまったくないことも指摘している。なお、ディクソンの予言にはソ連解体が存在していないため、彼女の予言では21世紀になっても「ソ連」が登場する。

### ジーン・ディクソン効果
テンプル大学の数学者ジョン・アレン・パウロスは、「ジーン・ディクソン効果」という用語を創出した。これは、数多くの外れた予言が忘れられ、少数の当たった予言が宣伝される傾向を指す言葉である。ディクソンの予言については、前述のように多くが外れてきたと指摘されている。しかし、そうした予言の多くは忘れられ、予言の的中を謳う本やテレビ番組では無視され、そのかわりに的中例が強調されるのが普通である。たとえば、前記のモンゴメリーの著書『予言の賜物』では、執筆時に編集部から外れた予言を記載しないようにという圧力があったという。また、前記の『11PM』での予言は、のちに後番組『EXテレビ』でも再利用されたが、そのときにはあたかも的中している予言しかないように編集されていたという。
ほかに、日本では高橋良典がジーン・ディクソンの予言の具体性や明晰さを高く評価し、ディクソンの予言を軸に、他のノストラダムスや聖書などの時期を明記されていない予言を組み合わせていく形で「大予言年表」を作成したことがあった。しかし、その予言の多くが外れたため、1997年の著書に採録された際には、外れた予言の削除や年代の変更が行われた。この結果、過去の的中例と未来の予言の間に6年分の不自然な空白ができてしまった。このことを公刊された文献で最初に指摘した山本弘は、過去の外れた予言の数々を無視して未来のシナリオをほとんど変更しようとしない姿勢に疑問を呈している。
パウロスは、自身が提唱した「ジーン・ディクソン効果」の概念を藪医者、株価予想、テレビ伝道師の予言などにも当てはめ、偶然の一致が偶然以上のものであるかのように錯覚される背景の説明に利用している。また、日本でもいい加減な予言が当たっているかのように認識しがちな背景として、確証バイアスとともに、このジーン・ディクソン効果を挙げる者もいる。

## 著書
- Dixon, Jeane, co-authored with Noorbergen, Rene, Jeane Dixon: My Life and Prophecies, William Morrow and Company, August 1969, ISBN 978-0-688-02142-9.
  - 高橋良典 訳 『アポカリプス666―現代最高の予言者』 自由国民社、1983年 ISBN 4426400023
- Dixon, Jeane, Reincarnation and Prayers to Live By, W. Morrow, 1970, ISBN 978-0-688-15003-7.
- Dixon, Jeane, The Call to Glory , Bantam Books, 1971, ASIN B005LT6T0A; Bantam Books, 1973, ISBN 978-0-553-07512-0.
  - 高橋良典 訳 『栄光への招待』 現代予言研究会[注釈 27]
- Dixon, Jeane,  Yesterday, Today, and Forever, William Morrow and Company, 1975, ASIN B000QPNOYI; Andrews Mcmeel Publishing, 1987, ISBN 978-0-8362-7941-2.[注釈 28]
  - 宮本貞雄 加藤整弘 共訳 『ジーン・ディクソンの霊感星占い』 たま出版、1985年 ISBN 4884811461
  - （改訂版） 『ミラクル・アストロロジー』 たま出版、1994年[注釈 29] ISBN 4884813286
- Dixon, Jeane, Jeane Dixon's Astrological cookbook, Morrow, 1976, ISBN 978-0-688-03091-9.
- Dixon, Jeane, Horoscopes for Dogs, Houghton Mifflin, 1979, ISBN 978-0-395-27453-8.
  - 高畑厚志 訳 『犬の星占い』[注釈 30]文化出版局、1983年 ISBN 457920025X, ASIN B000J7GNBY
- Dixon, Jeane, A Gift of Prayer Words of Comfort and Inspiration From the Beloved Prophet and Seer, Viking Studio Books, 1995, ISBN 978-0-670-86010-4.
- Dixon, Jeane, Do Cats Have Esp?, Running Press Book Publishers, 1998, ISBN 978-0-9665202-0-0.